# La Vòuta de Chilhac
La Vòuta (en francès Lavoûte-Chilhac) és un municipi francès del departament de l'Alt Loira, a la regió d'Alvèrnia-Roine-Alps.